# 沖東交通グループ
沖東交通グループ（おきとうこうつうグループ）は、沖縄県でタクシー営業、乗合・貸切バス事業を取り扱う県内最大級の企業グループである。

## 概要
沖東交通グループは2000年に設立し、本社は中頭郡西原町小橋川に置く。企業グループでのタクシー所有台数は439台で県内一を誇る。また、無線グループとしても2007年に協同無線（那覇市）を抜いて最大の台数となった。
2006年5月ごろに、民事再生手続き中の琉球バス（現琉球バス交通）の営業譲渡先へ名乗り出たが、同年5月25日に競合候補だった第一交通産業に譲渡されることが決定した。
また、2006年8月10日より、電子マネー「Edy」、およびクレジットカードによる決済を導入。
クラウド型タクシー配車システム「電脳交通」を2021年9月導入。
2021年10月より配車アプリ「沖東TAXI」をリニューアル。
2025年7月、グループ会社であるダイトウが一般乗合旅客自動車運送事業の免許を取得し、那覇市内と大型テーマパークJUNGLIAを結ぶ高速バスの運行を開始。

## 所有車数・車種
小型タクシーの所有台数はグループ全社合計で439台(2024年12月現在)である。車種はトヨタ・コンフォートとプリウス・プリウスαが大半で、シエンタの導入も増加中である。また、トヨタ・ジャパンタクシーも導入（塗装は濃紺に金色の文字）塗装は白地で、両側面にオレンジ色の太いラインが入る。また、グループ全体で小型タクシー・ハイヤー・ジャンボハイヤー・小型バス・大型バスが合計500台近くとなる。なお、2007年には無線グループとしても最大の台数となったが、これは当グループの増車ではなく、協同無線からの脱退が相次いだことによるものである。当グループでは、かつて大栄交通と旧とまりタクシー（合併して東洋交通那覇営業所→沖東交通那覇営業所）も協同無線に加盟していた経緯がある。2009年に傘下の東王交通・東洋交通・安慶名交通は沖東交通に合併。大東交通は大栄交通に合併。
2015年3月には、大和交通(旧・三和交通グループ所属)がグループ入り。
2016年には那覇市のアサヒタクシー（20台）を買収。
無線番号に付いては、台数以上の数字の無線番号の車両が存在する。沖東交通が事業を開始した際に付番した無線番号が101からだったためで、その後、前述の大栄交通(本社所属車両のみ)、単独無線からグループ入りした安慶名交通（現在の沖東交通うるま営業所）、大和交通がそれより小さい番号を使っている。この3社の加入は後発であったためか、社名表示灯も当グループ共通のものではなく、大栄交通(本社所属車両のみ)は協同無線型のものをアレンジしたものを使用しており、安慶名交通は中部協会統一の丸いタイプを使用している。
2021年には浦添市のグランド交通（24台）を買収。

## グループ会社
沖東交通事業協同組合（沖東共同無線）－下記タクシーの共同無線配車センター
(株)沖東交通
- 本社（西原町小橋川）
  - 伊祖営業所（浦添市当山）
  - 前田営業所（浦添市前田）
  - 宜野湾営業所（宜野湾市真栄原）
  - 北谷営業所（中頭郡北谷町伊平）
  - 那覇営業所（那覇市真嘉比）
  - 万座営業所（国頭郡恩納村瀬良垣）

小型タクシーの他、中型ハイヤーを10台、ジャンボハイヤーを18台所有。
(株)大栄交通
- 本社（豊見城市我那覇）
  - 南風原営業所（島尻郡南風原町兼城）

(株)東洋交通
- 本社（那覇市寄宮）
  - 識名営業所（那覇市真地）

(資)アサヒタクシー本社（那覇市鏡原）
(株)グランド交通本社（浦添市当山）
光陽タクシー(株)本社（沖縄市高原）
琉球交通(株)本社（宜野湾市野嵩）
(有)ダイトウ
- 本社（豊見城市我那覇）
- 久米島営業所（久米島町字謝名堂）

大型バス25台、小型バス5台　観光バス計30台を所有。